# Nephargynnis albimaculatus
Nephargynnis albimaculatus är en fjärilsart som beskrevs av Van Someren 1972. Nephargynnis albimaculatus ingår i släktet Nephargynnis och familjen praktfjärilar. Inga underarter finns listade i Catalogue of Life.